# Udzinarta mse
Udzinarta mse (უძინართა მზე) è un film del 1992 diretto da Temur Babluani.